# ویلم فردریک هرمنز
ویلم فردریک هرمنز (هلندی: Willem Frederik Hermans؛ ۱ سپتامبر ۱۹۲۱ – ۲۷ آوریل ۱۹۹۵) نویسنده، مترجم، عکاس و فیلم‌نامه‌نویس اهل هلند بود.
او همراه با ژرارد روه و هری مولیش، به عنوان سه نویسنده بزرگ کشور هلند به‌شمار می‌رفتند.